# ArianeTech
ArianeTech es una empresa dedicada a la construcción y diseño de motos, principalmente de competición.

## Competición

### Moto2
La Ariane 2 hizo su debut en la carrera de Montmeló de la temporada 2011 del Campeonato de España de Velocidad (CEV).
En 2012 la moto participó en el CEV pilotada por Román Ramos, que consiguió el primer pódium de la marca quedando 2º en la carrera de Motorland y consiguiendo la primera victoria en la sexta carrera del campeonato en el Circuito de Albacete. Durante la temporada, otros pilotos como Kenny Noyes también pasaron a correr con la Ariane.
El mayor éxito llegó al final de temporada, al ganar Ariane el Campeonato de constructores de Moto2.

### Moto 3
La Ariane 3 se presentó a finales de 2011 y debutó en el CEV de 2013 pilotada por Aron Canet.